# Fuldaer Höhenweg

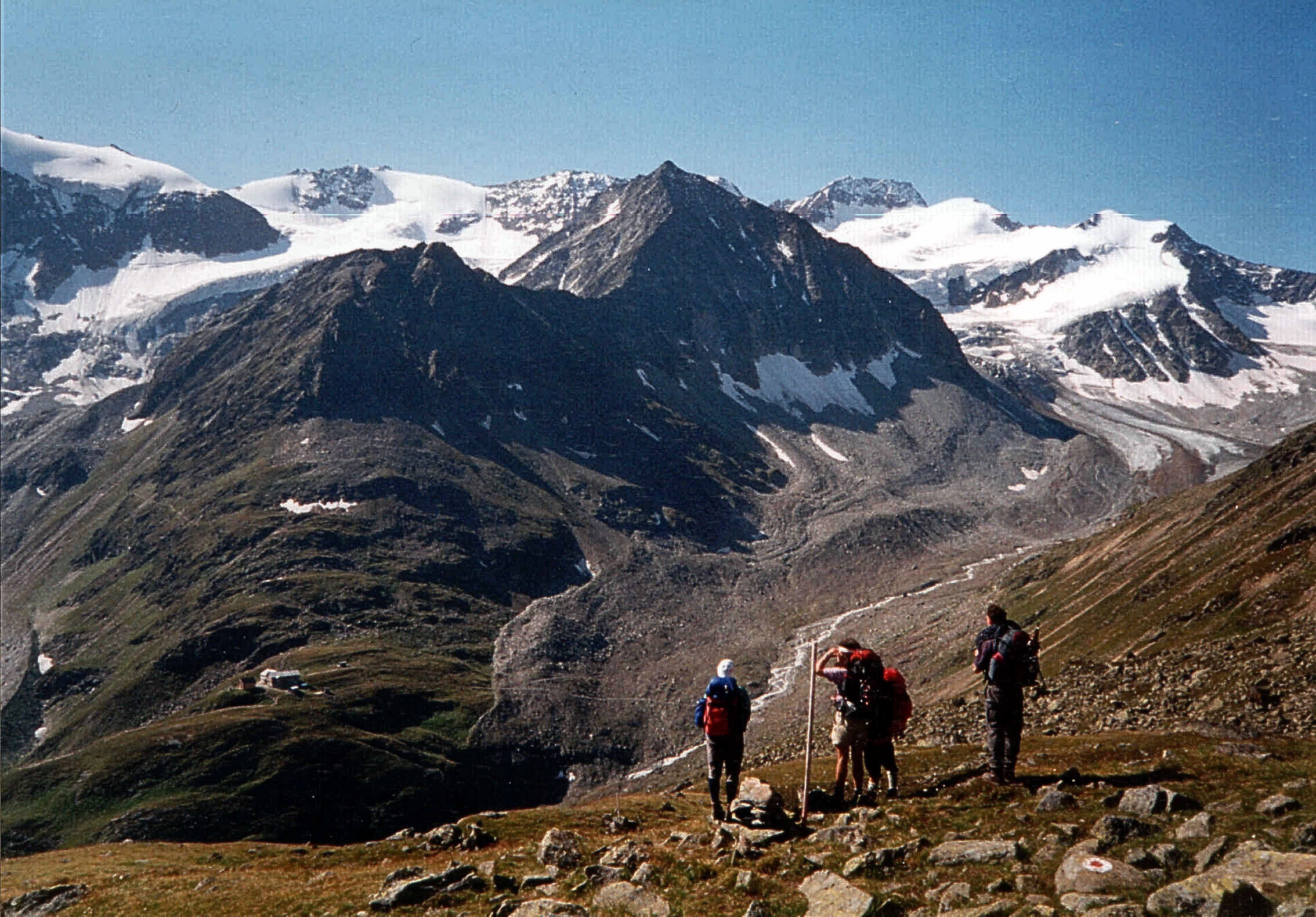
Blick zum Taschachhaus mit Pitztaler Urkund in der Mitte

Der Fuldaer Höhenweg ist ein elf Kilometer langer Panorama-Alpensteig im hinteren Pitztal in Tirol und verläuft vom Rifflsee () taleinwärts ins Taschachtal bis zum Taschachhaus (). Der Weg ist nach der DAV-Sektion Fulda benannt, die ihn betreut.
Der Weg überwindet rund 300 Höhenmeter und führt weitgehend durch Weiden und Wiesen. Engere felsige Stellen sind durch Halteseile gesichert.
Er bietet ein Panorama auf den Taschachferner und die Wildspitze.